# W. M.
Die W. M. GmbH (auch WM Mulser) ist ein in Blumau (Südtirol, Italien) ansässiges Unternehmen, das seit 1985 Eisaufbereitungsmaschinen für Eisbahnen produziert, vertreibt, repariert und wartet. Gründer und Geschäftsführer von W. M. ist Willy Mulser. 

## Geschichte
Im Jahr 1985 baute der Gründer und Geschäftsführer von W. M. die erste Eisaufbereitungsmaschine, den Prototyp der WM 2300, der 1986 in Betrieb genommen wurde. Im selben Jahr wurde auch ein Eisbearbeitungsaufsatz für Unimog-Fahrzeuge entwickelt. 1991 exportierte W. M. die erste Maschine vom Typ WM 2300 ins schweizerische Langenthal. Die Maschine war bereits weiterentwickelt als die vorhergehenden Prototypen. So war diese Maschine z. B., wie alle folgenden Maschinen, als Träger für Zusatzgeräte wie z. B. Wasserwerfer, ausgelegt. Die WM 2301 High Tech löste im Jahr 1995 die WM 2300 ab. Die Maschine wurde mit Benzin-, Diesel- und Elektroantrieb produziert. In den Jahren 1998 und 1999 wurden die WM 2070 Junior für kleine Eisbahnen und die WM 1700 Mini für mobile Eisflächen entwickelt. Die Produktion der WM 1700 Mini wurde 2009 eingestellt. 2004 wurde die WM 2301 High Tech von der WM Evolution abgelöst. Mit dieser Maschine hielt das Farbdisplay Einzug. Die elektrische Variante ist mit wartungsfreien Wechselstrommotoren und einem neuentwickelten Messer-Schnellwechselsystem ausgestattet.

## Eisbearbeitungsmaschinen

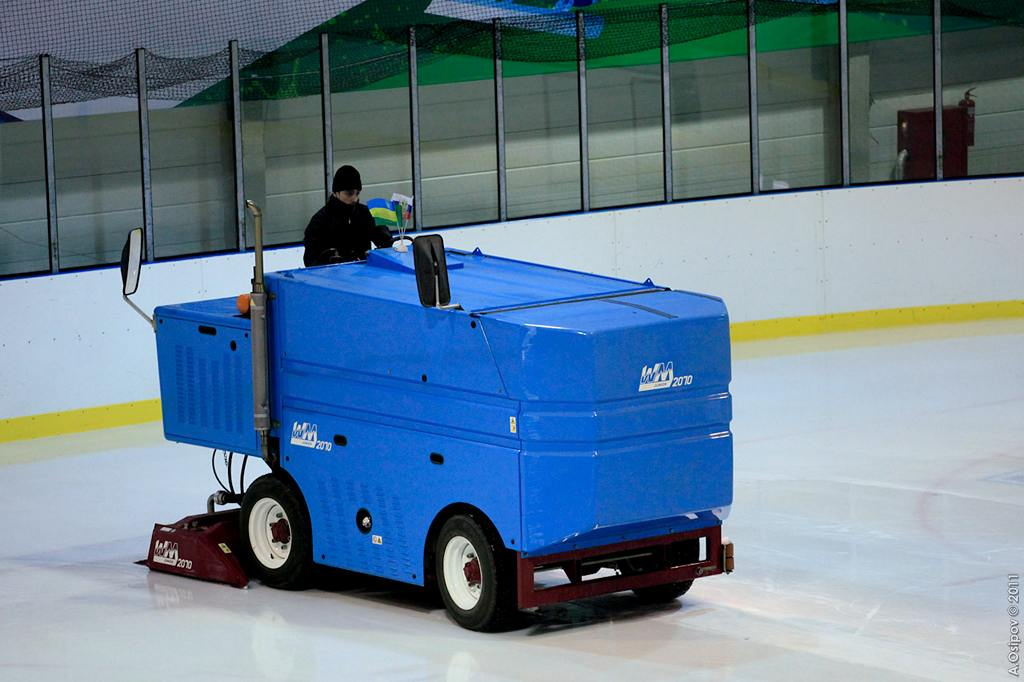
WM 2070

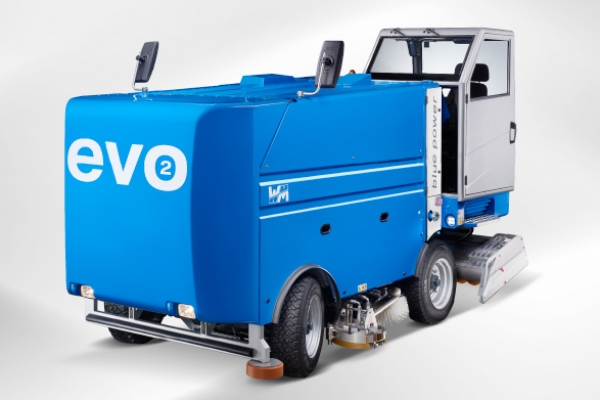
WM evo²

Seit 2009 wird die mit Diesel- und Elektromotoren angetriebene WM Compact hergestellt, die für Eisflächen bis 1.200 m2 konzipiert ist. Die Steuerung erfolgt, im Gegensatz zum Vorgängermodell WM 1700 Mini, nicht über einen Joystick, sondern mit einem Pedal. Dabei kann die Höchstgeschwindigkeit der Maschine über ein Potentiometer eingestellt werden, der das Fahren mit voll durchgetretenem Pedal ermöglicht.
Die WM evo2, das Nachfolgemodell der WM Evolution, wird seit 2015 hergestellt und ist für Eisflächen über 4.200 m2 ausgelegt. Die Maschine hat einen Schneetank mit einem Volumen von 4,1 Kubikmetern und ein Wassertankvolumen von bis zu 1400 Litern. Schnee- und Wassertank können kombiniert werden. Der Antrieb erfolgt mit Benzin-, Diesel- oder Elektromotoren. Das Farbdisplay hat eine Bilddiagonale von 7 Zoll. Das Hobelaggregat besteht aus rostfreiem Stahl und ist mit einem Schnellmesserwechsel ausgestattet.
Die vollelektrische WM Mammoth wurde 2015 für die Eisbearbeitung auf Flächen bis zu 1.800 m2 entwickelt und ist mit AC-Motoren ausgestattet. Die Eisbearbeitungsmaschine hat ein Wassertankvolumen von 1.000 Litern und ein Schneetankvolumen von 3 Kubikmetern. Das Schnee- und Wassertankvolumen lassen sich zusammenschließen. Die WM Mammoth verfügt zudem über einen integrierten Bandenfräser. Das Hobelaggregat besteht aus rostfreiem Stahl und ist mit einem Schnellmesserwechsel ausgestattet. Im Jahr 2016 wurde die WM Mammoth in den ADI – Design Index aufgenommen.
Die WM Pinguino wurde im Jahr 2017 speziell für mobile Eisbahnen bis zu 800 m2 entwickelt. Ihr Antrieb erfolgt über Benzin-, LPG- oder Elektromotoren. Die Eisbearbeitungsmaschine hat ein Schneetankvolumen von 1 Kubikmeter und ein Wassertankvolumen von 340 Litern. Die Hobelbreite beträgt 1.400 mm.
Die WM Shira für die Eisbearbeitung auf Flächen bis zu 1.800 m2 wurde 2018 entwickelt. Die Eisbearbeitungsmaschine ist mit AC-Motoren und integriertem Bandenfräser ausgestattet. Sie hat ein Wassertankvolumen von 1.000 Litern und ein Schneetankvolumen von 3 Kubikmetern. Das Schnee- und Wassertankvolumen lassen sich zusammenschließen. Die Hobelbreite beträgt 2.100 mm oder 2.300 mm.
2019 wurde ein Autopilot-System für selbstfahrende Eisbearbeitungsmaschinen entwickelt. Dank eines Indoor-Positionierungssystems fährt die Maschine das Eisfeld auf einer zuvor definierten Route ab und führt die Eisbearbeitung autonom durch. Gesteuert wird die WM Autopilot-Funktion per App, die alle wichtigen Parameter anzeigt. Der WM Autopilot ist mit einem redundanten Sicherheitssystem ausgestattet.
Die WM Mammoth, WM evo2, WM Shira und WM Pinguino verfügen als einzige Eisbearbeitungsmaschinen weltweit über das Produktzertifikat „Baumustergeprüft“ der Schweizerischen Unfallversicherung Suva.

## Sonstiges
Die W. M. GmbH vertreibt auch außerhalb Italiens über Händler ihre Produkte, zum Beispiel in Österreich, in den Niederlanden, in der Schweiz, in Polen, Russland, Griechenland, Kroatien und Deutschland. U. a. kommen die Eismaschinen von W. M. in der Deutschen Eishockey Liga zum Einsatz.